# トベの聖母
『トベの聖母』（トベのせいぼ、西: Virgen de Tobed、英: The Virgin of Tobed）、または『トベの聖母と将来のカスティーリャのエンリケ2世、その妻ファナ・マヌエル、子供たち』（トベのせいぼとしょうらいのカスティーリャのエンリケにせい、そのつまフアナ・マヌエル、こどもたち、西: Virgen de Tobed con los donantes Enrique II de Castilla, su mujer, Juana Manuel, y dos de sus hijos, Juan y Juana?、英: The Virgin of Tobed with the Donors Henry II of Castile, his Wife Juana Manuel, and two of their Children, Juan and Juana?）は、スペイン・カタルーニャの画家ジャウマ・セラによる板上のテンペラ画である。1359-1362年ごろの制作とされ、カタルーニャに移入されたイタリア・ゴシック様式で描かれている。 2013年に、ホセ・ルイス・バレス・フィーサ (José Luis Várez Fisa) 氏と彼の家族がマドリードのプラド美術館に寄贈したスペインの中世および盛期ルネサンス絵画12点のうちの1点で、この作品はそれらの作品の中でも最も重要なものとみなされている。

## 作品
本作は元来、サラゴサのトベにあるサンタ・マリア教会の内陣にあったものである。この祭壇画の中央パネルには教会が奉献されている聖母マリアを表すこの絵画が、左右両翼パネルにはマグダラのマリアと洗礼者聖ヨハネの物語を表す絵画が描かれた。これら両翼パネルも1965年以来、プラド美術館に所蔵されている。
本作は「授乳の聖母」 (聖母マリアが幼子イエス・キリストに授乳する聖母像) の形式である。4人の天使が聖母の両脇で、それぞれ聖母を讃えている。聖母のボリューム感に重点を置く手法とどっしりとした姿は、この様式の聖母像をイタリアから導入したジャウマ・ファレー・バッサと彼の息子アルナウの工房によるイタリア式美術を想起させる。

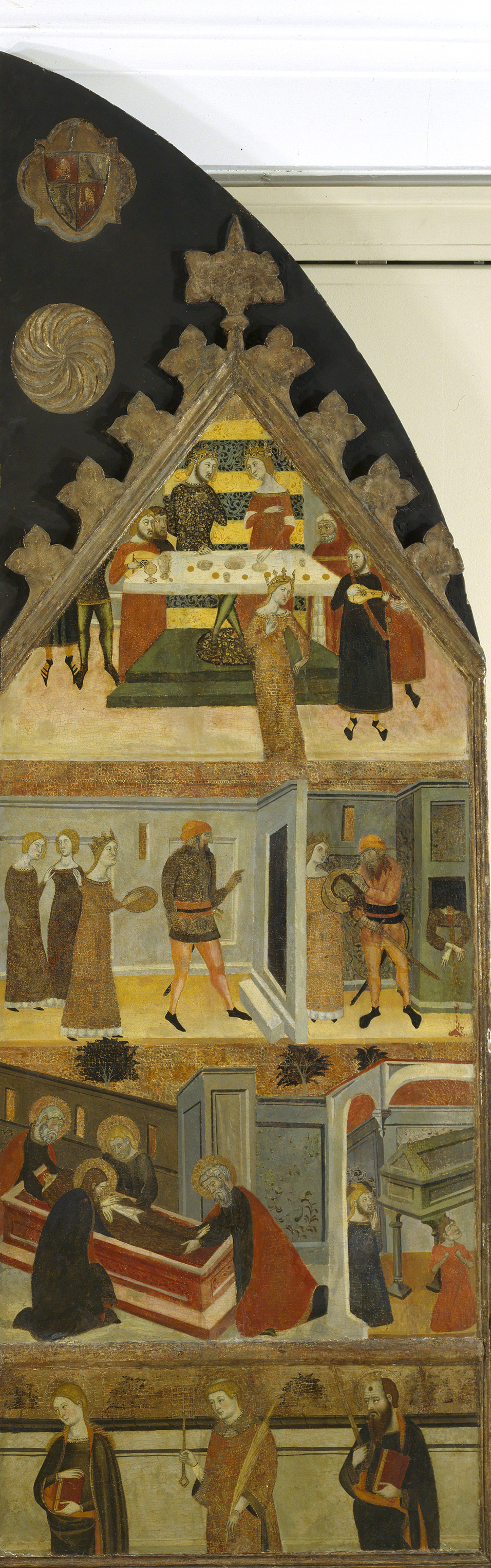
『洗礼者聖ヨハネの物語』

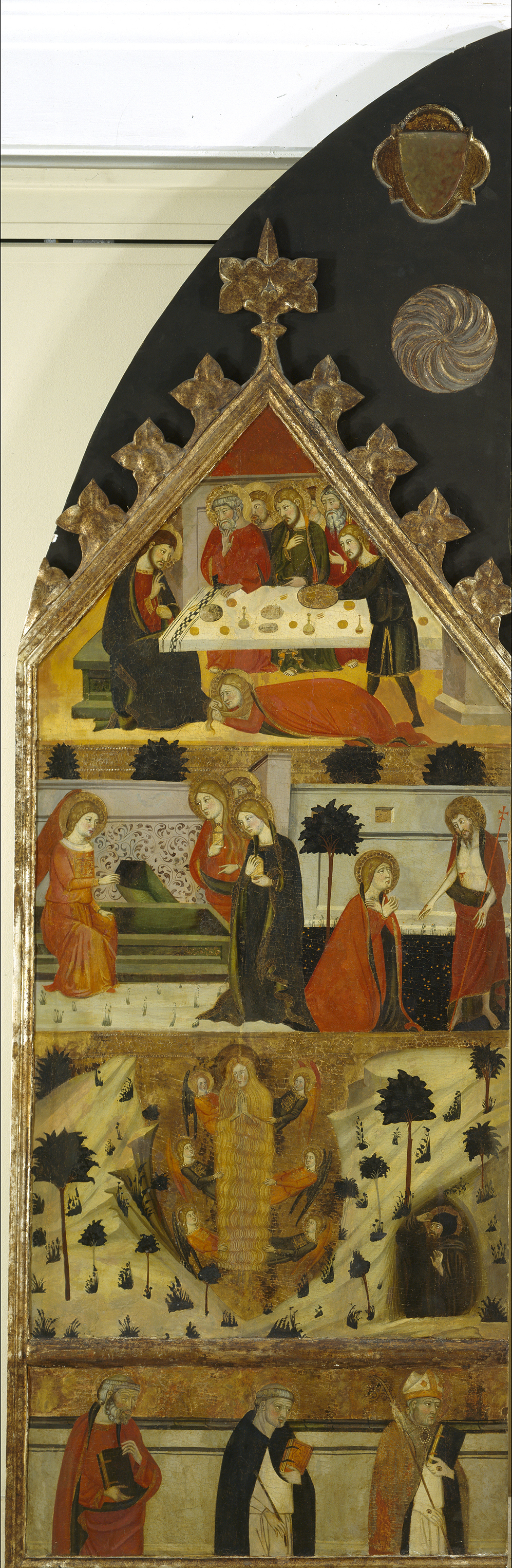
『マグダラのマリアの物語』

絵画の発注者は、アルフォンソ11世 (カスティーリャ王) の息子エンリケ・デ・トラスタマラ (Enrique de Trastámara) と彼の家族で、聖母の足元に跪いている。エンリケは、後にトラスタマラ家の最初の王エンリケ2世 (カスティーリャ王) となる人物で、絵画は歴史的な意味でも重要性を持っている。彼ととも表されているのは妻のフアナ・マヌエル・デ・カスティーリャ、後のフアン1世 (カスティーリャ王) となる息子、そして娘である。
エンリケと彼の妻は、アラゴンへの亡命中に本作と左右両翼パネルをセラの工房に発注した。エンリケはカスティーリャ王として描かれているが、当時はまだカスティーリャ王ではなかった。彼が王として宣言するのは1366年のことで、それが現実になるのは異母兄弟であったペドロ1世 (カスティーリャ王) を短刀で殺害した1369年のことであった。本作では、時の王ペドロ1世が殺害される何年も前に、エンリケが聖母子の前でカスティーリャ王位を獲得するという固い決意を宣言しているのである。
この作品がプラド美術館に収蔵されたことで、美術館のコレクションにおける最古の王家の人物の肖像画となった。